# Maledetto quel giorno
Maledetto quel giorno – singel Emmy Marrone, wydany 17 września 2012, pochodzący z albumu Sarò libera. Utwór napisali i skomponowali Daniele Coro oraz Federica Camba, a za produkcję odpowiadał Celso Valli.
Singel był notowany na 34. miejscu na oficjalnej liście sprzedaży we Włoszech.
Kompozycja znalazła się na ścieżce dźwiękowej do filmu Benvenuti al Nord, który wyreżyserował Luca Miniero.

## Notowania

### Pozycja na liście sprzedaży
| Kraj   | Notowanie (2012) | Najwyższa pozycja |
| ------ | ---------------- | ----------------- |
| Włochy | FIMI             | 34                |